# Andrzej Fellner
Andrzej Tadeusz Fellner (ur. 1955) – polski nawigator klasy mistrzowskiej, konsultant ds. technologii satelitarnych, pułkownik rezerwy. Profesor nadzwyczajny Politechniki Śląskiej.

## Życiorys
W 1978 roku ukończył Wyższą Szkołę Oficerską Sił Powietrznych w Dęblinie. W 1986 roku uzyskał stopień mistrzowski kwalifikacji specjalistycznych nawigatora naprowadzania.
W 1990 odbył staż naukowy na stanowisku adiunkta w Instytucie Nawigacji i Hydrografii Morskiej Akademii Marynarki Wojennej. Podczas rejsu ORP „Wodnik” jako kierownik praktyki nawigacyjnej podchorążych AMW, po chrzcie morskim uzyskał imię Aero Marinus.
Był wykładowcą akademickim kolejno w: WSOSP, Akademii Obrony Narodowej, PWSZ Chełm na stanowisku dyrektora Instytutu Nauk Technicznych, PWSZ Krosno na stanowisku dyrektora Instytutu Politechnicznego, Politechnice Śląskiej w Katedrze Transportu Szynowego. W 2002 został starszym specjalistą Oddziału Eksploatacji i Normalizacji Szefostwa Służby Ruchu Lotniczego Sił Zbrojnych RP. W latach 2003–2005 był szefem Oddziału Zarządzania Przestrzenią Powietrzną SSRL-SZ RP, a w latach 2002–2005 szefem Oddziału Zarządzania Przestrzenią Powietrzną Sił Zbrojnych RP. W 2002 obronił na Politechnice Warszawskiej pierwszą w Polsce habilitację z nawigacji powietrznej na specjalności geodezja satelitarna, nawigacja. W latach 2008–2018 sprawował funkcję dyrektora Centrum Kształcenia Kadr Lotnictwa Cywilnego Europy Środkowo-Wschodniej Politechniki Śląskiej. W latach 2014–2017 był kierownikiem Katedry Technologii Lotniczych Wydziału Transportu Politechniki Śląskiej. Od roku 2018 ponownie jest jej członkiem.

## Działalność naukowa
Jest autorem pierwszych w Polsce eksperymentów lotniczych, m.in.: zastosowania odbiornika GPS na pokładzie samolotu i śmigłowca w 1992 r.; implementacji technik SPAN w nawigacji powietrznej w październiku 2007 r.; zdeterminowania warunków współpracy systemów satelitarnych GNSS, ASG-EUPOS, EGNOS, METEOSAT, jako SBAS, GBAS, pod kątem podejścia do lądowania APV-I i APV-II. Pierwszy w Polsce eksperyment prowadzenia samolotu z podejściem pionowym przeprowadził w lutym 2007 r.
Reprezentant Polski w pracach: podkomisji NATO ds. nawigacji, sekcji Nawigacji i Hydrografii Komitetu Geodezji i Kartografii PAN, sekcji Geoinformatyki Komitetu Geodezji i Kartografii PAN. Członek Komisji Geodezji Satelitarnej Komitetu Badań Kosmicznych i Satelitarnych. Współtwórca konsorcjum naukowego, którego zadaniem jest prowadzenie prac badawczych nad certyfikacją systemów GPS i EGNOS.
Autor i współautor ponad 360 prac naukowych opublikowanych w kraju i za granicą.

## Odznaczenia
- Srebrny Krzyż Zasługi (1994)[6]
- Złoty Krzyż Zasługi (2000)[7]

## Wybrane publikacje
- A. Fellner, GNSS niezbędnym etapem implementacji LUN, lotnisko.biz, 22.12.2011
- A. Fellner, J. Kozuba, Frazeologia lotnicza dla personelu latającego, Wydawnictwo IT-COM Sp. z o.o., Warszawa 2009.
- A. Fellner, J. Zając, Frazeologia lotnicza, Państwowa Wyższa Szkoła Zawodowa w Chełmie, Chełm 2008. ISBN 978-83-61149-44-6[8].
- A. Fellner, J. Fellner, J. Zając, Akronimy i skróty lotnicze, Państwowa Wyższa Szkoła Zawodowa w Chełmie, Chełm 2007. ISBN 978-83-61149-08-8.
- A. Fellner, J. Śledziński, P. Trómiński, J. Zając, Realizacja europejskiego systemu EUPOS w laboratorium DGNSS/GIS, Chełm 2007
- A. Fellner, P. Trómiński, GIS w Internecie, Chełm 2007
- A. Fellner, J. Zając, Rozwój infrastruktury transportowej Chełma na tle regionu, kraju i europy, Państwowa Wyższa Szkoła Zawodowa w Chełmie, Chełm 2006. ISBN 83-924536-1-1.
- A. Fellner, R. Piekarniak, N. Grzesik, Podstawowe parametry systemu nawigacji satelitarnej, [w:] Przegląd Wojsk Lądowych, nr 10/2003.
- A. Fellner, Polski system stacji permanentnych RTK DGPS (CORS-PI) na bazie analizy porównawczej, Zeszyty Naukowe WSOSP, nr 1/2001, 10.04.2012
- A. Fellner, H. Jafernik, Podejście do lądowania według stacji permanentnej RTK DGPS, [w:] Zeszyty Naukowe Politechniki Rzeszowskiej, nr 56/2001[9].
- A. Fellner, H. Jafernik, Metoda symulacji komputerowej w specjalistycznym kształceniu lotniczym, [w:] Przegląd Wojsk Lotniczych, nr 10/1994.
- A. Fellner, Szkoła Orląt a Royal Institute of Navigation, [w:] Biuletyn WOSL, nr 1/59/1992.
- A. Fellner, Proponuję powołać Sekcję Nawigacji Lotniczej PAN, [w:] Przegląd Wojsk Lotniczych i Obrony Powietrznej, nr 4/1990[10].
- M. Grzegorzewski, J. Cwiklak, H. Jafernik, A. Fellner, GNSS for an Aviation. TransNav, the International Journal on Marine Navigation and Safety of Sea Transportation, Vol. 2, No. 4, s. 345–350, 2008.
- A. Fellner, J. Cwiklak, H. Jafernik, P. Tróminski, J. Zajac, K. Banaszek, GNSS for an Aviation Analysis Based on EUPOS and GNSS/EGNOS Collocated Stations in PWSZ CHELM. TransNav, the International Journal on Marine Navigation and Safety of Sea Transportation, Vol. 2, No. 4, s. 351–356, 2008.
- A. Fellner, K. Banaszek, P. Tróminski, The Implementation of the EGNOS System to APV-I Precision Approach Operations. TransNav, the International Journal on Marine Navigation and Safety of Sea Transportation, Vol. 4, No. 1, s. 41–46, 2010.